# なんこ鍋
なんこ鍋（なんこなべ）は、桜鍋の一種であり、馬肉（腸等のもつ）を味噌で煮込んだ鍋料理。秋田県の料理や、北海道空知地方の郷土料理ともされている。長野県では「おたぐり」と呼ぶ。
「なんこ」とは方言であり、空知地方を中心に「馬の腸」の意味で使うこともある。それら馬肉を指す。

## 概要
馬肉の鍋料理は、江戸や秋田県阿仁鉱山で食されていた料理である。また、北海道の炭鉱の鉱夫にビタミンB2欠乏症が発生した際、空知地方に広まったとされる。
地方によって作り方が異なる。
調味料として醤油やカレー粉や胡椒を使用する事もあり、具材としてゴボウ、タケノコ、コンニャクを使用し、柳川鍋のように鶏卵でとじる場合もある。
ホタテの貝殻を鍋に使う「かやき」の形で供されることもある。作家の松田解子は、20世紀初頭の秋田県荒川鉱山では、この形で労働者たちが食べていたと記している。
そのまま食したり、「汁掛け飯」として飯の上にかけたり、うどんの汁とするなど食べ方は様々である。
これらの料理は各地で食べられている。
- 北海道
  - 歌志内市
  - 赤平市
  - 芦別市
  - 三笠市
  - 岩見沢市
- 秋田県
  - 北秋田市
- 長野県